# Saint-Gilles-de-l'Île-Bouchard
Saint-Gilles-de-l'Île-Bouchard est une ancienne commune française d'Indre-et-Loire. En 1832, elle fusionne avec Saint-Maurice-de-l'Île-Bouchard pour former la commune de L'Île-Bouchard.
Au cours de la Révolution française, la commune porta provisoirement le nom de L'Unité-de-l'Isle-Bouchard.

## Démographie
| 1793 | 1800 | 1806 | 1821 | 1831 |
| ---- | ---- | ---- | ---- | ---- |
| 794  | 737  | 740  | 854  | 837  |

## Culture locale et patrimoine
L'église Saint-Gilles du XIe siècle, classée monument historique depuis 1908.